# Тур Греции 2024
21-й выпуск Тура Греции — шоссейной многодневной велогонки по дорогам Греции. Гонка прошла со 15 по 19 мая 2024 года в рамках Европейского тура UCI 2024. Победу одержал австрийский велогонщик Риккардо Цойдль.

## Участники
На участие в гонке приняло участие 20 команд: 5 UCI ProTeam, 13 UCI Continental Team и 2 национальные сборные.
| UCI ProTeams (5)- Caja Rural-Seguros RGA - Burgos-BH - Corratec-Vini Fantini - Team Novo Nordisk - VF Group-Bardiani CSF-Faizané UCI Continental Teams (13)- Ara-Skip Capital - ATT Investments - Bike Aid - Elkov-Kasper - Global 6 United - Mazowsze Serce Polski - Parkhotel Valkenburg - Saint Piran - Tarteletto-Isorex - Team Felt Felbermayr - Victoria Sports Pro Cycling Team - Vini Monzon-Savini Due-OMZ - XSpeed United Continental Национальные сборные (2)- Греция - Кипр |
| |

## Маршрут
Общая дистанция гонки составила 760 километров.
| Этап   | Дата   | Маршрут             | type                    | Длина (км) | Победитель       | Лидер генеральной классификации |
| ------ | ------ | ------------------- | ----------------------- | ---------- | ---------------- | ------------------------------- |
| Пролог | 15 май | Салоники – Салоники | индивидуальная разделка | 6          | Юрий Лейтау      | Юрий Лейтау                     |
| 1      | 15 май | Салоники – Катерини | равнинный               | 92,5       | Якуб Марецко     | Юрий Лейтау                     |
| 2      | 16 май | Катерини – Кардица  | холмистый               | 174,8      | Феликс Ритцингер | Феликс Ритцингер                |
| 3      | 17 май | Кардица – Велухи    | горный                  | 158        | Риккардо Цойдль  | Риккардо Цойдль                 |
| 4      | 18 май | Стерхиас – Халкида  | равнинный               | 196,9      | Dylan Hicks      | Риккардо Цойдль                 |
| 5      | 19 май | Афины – Афины       | холмистый               | 132,5      | Бартош Рудик     | Риккардо Цойдль                 |

## Ход гонки
В первый день гонки пролог быстрее всех проехал португальский велогонщик Юрий Лейтау. На первом этапе в тот же день в финишном спринте Якуб Марецко смог опередить Лейтана, но Лейтан остался лидером общего зачёта.
На втором этапе в отрыв дня ушли семеро гонщиков, среди которых был и Феликс Ритцингер. Пелотону не удалось догнать беглецов, а в финишном спринте Ритцингер стал первым, выиграв этап и заняв лидерскую позицию в общем зачёте.
На последнем этапе проехав по равнине чуть более 130 километров, стартовав и финишировав в столице Греции Афинах, гонка завершилась спринтом. Бартош Рудык доказал, что у него самые быстрые ноги, победив двух итальянцев — Луку Колнаги и Аттилио Вивиани. Риккардо Зойдль больше не попадал в неприятности на заключительном этапе и смог одержать общую победу.

## Лидеры классификаций
| Этап   |                         | Победитель _     | Генеральная классификация _ |
| ------ | ----------------------- | ---------------- | --------------------------- |
| Пролог | индивидуальная разделка | Юрий Лейтау      | Юрий Лейтау                 |
| 1      | равнинный               | Якуб Марецко     | Юрий Лейтау                 |
| 2      | холмистый               | Феликс Ритцингер | Феликс Ритцингер            |
| 3      | горный                  | Риккардо Цойдль  | Риккардо Цойдль             |
| 4      | равнинный               | Dylan Hicks      | Риккардо Цойдль             |
| 5      | холмистый               | Бартош Рудик     | Риккардо Цойдль             |
| Итог   | Итог                    |                  | Риккардо Цойдль             |

## Итоговое положение
| \| Генеральная классификация \| Генеральная классификация \| Генеральная классификация \| Генеральная классификация \| Генеральная классификация \| \| Гонщик \| Гонщик \| Команда \| Время \| \| \| ------------------------- \| ------------------------- \| -------------------------- \| ------------------------- \| ------------------------- \| \| 1-й \| Риккардо Цойдль \| Felt Felbermayr \| 17ч 55' 32 \| \| \| 2-й \| Херман Пернстайнер \| Felt Felbermayr \| + 46 \| \| \| 3-й \| Валерио Конти \| Team Corratec-Vini Fantini \| + 1' 33 \| \| |                    |                            |            |
| |                    |                            |            |
| Источник: ProCyclingStats |                    |                            |            |
| Генеральная классификация |                    |                            |            |
| Гонщик | Гонщик             | Команда                    | Время      |
| 1-й | Риккардо Цойдль    | Felt Felbermayr            | 17ч 55' 32 |
| 2-й | Херман Пернстайнер | Felt Felbermayr            | + 46       |
| 3-й | Валерио Конти      | Team Corratec-Vini Fantini | + 1' 33    |

| Очковая классификация | Очковая классификация | Очковая классификация | Очковая классификация | Очковая классификация |
| Гонщик                | Гонщик                | Команда               | Очки                  |                       |
| --------------------- | --------------------- | --------------------- | --------------------- | --------------------- |
| 1-й                   | Бартош Рудик          | ATT Investments       | 53 очков              |                       |
| 2-й                   | Матиаш Копецкий       | Team Novo Nordisk     | 36 очков              |                       |
| 3-й                   | Блейк Агнолетто       | ARA-Skip Capital      | 34 очков              |                       |

| Очковая классификация | Очковая классификация | Очковая классификация | Очковая классификация | Очковая классификация |
| Гонщик                | Гонщик                | Команда               | Очки                  |                       |
| --------------------- | --------------------- | --------------------- | --------------------- | --------------------- |
| 1-й                   | Бартош Рудик          | ATT Investments       | 53 очков              |                       |
| 2-й                   | Матиаш Копецкий       | Team Novo Nordisk     | 36 очков              |                       |
| 3-й                   | Блейк Агнолетто       | ARA-Skip Capital      | 34 очков              |                       |

| Горная классификация | Горная классификация | Горная классификация       | Горная классификация | Горная классификация |
| Гонщик               | Гонщик               | Команда                    | Очки                 |                      |
| -------------------- | -------------------- | -------------------------- | -------------------- | -------------------- |
| 1-й                  | Anton Schiffer       | Bike Aid                   | 17 очков             |                      |
| 2-й                  | Риккардо Цойдль      | Felt Felbermayr            | 15 очков             |                      |
| 3-й                  | Филиппо Тальяни      | Vini Monzon-Savini Due-OMZ | 14 очков             |                      |

| Горная классификация | Горная классификация | Горная классификация       | Горная классификация | Горная классификация |
| Гонщик               | Гонщик               | Команда                    | Очки                 |                      |
| -------------------- | -------------------- | -------------------------- | -------------------- | -------------------- |
| 1-й                  | Anton Schiffer       | Bike Aid                   | 17 очков             |                      |
| 2-й                  | Риккардо Цойдль      | Felt Felbermayr            | 15 очков             |                      |
| 3-й                  | Филиппо Тальяни      | Vini Monzon-Savini Due-OMZ | 14 очков             |                      |

| Молодёжная классификация | Молодёжная классификация | Молодёжная классификация | Молодёжная классификация | Молодёжная классификация |
| Гонщик                   | Гонщик                   | Команда                  | Время                    |                          |
| ------------------------ | ------------------------ | ------------------------ | ------------------------ | ------------------------ |
| 1-й                      | Tomáš Přidal             | Elkov-Kasper             | 17ч 58' 57               |                          |
| 2-й                      | Otto van Zanden          | Parkhotel Valkenburg     | + 2' 50                  |                          |
| 3-й                      | Ronan O'Connor           | Global 6 United          | + 3' 46                  |                          |

| Молодёжная классификация | Молодёжная классификация | Молодёжная классификация | Молодёжная классификация | Молодёжная классификация |
| Гонщик                   | Гонщик                   | Команда                  | Время                    |                          |
| ------------------------ | ------------------------ | ------------------------ | ------------------------ | ------------------------ |
| 1-й                      | Tomáš Přidal             | Elkov-Kasper             | 17ч 58' 57               |                          |
| 2-й                      | Otto van Zanden          | Parkhotel Valkenburg     | + 2' 50                  |                          |
| 3-й                      | Ronan O'Connor           | Global 6 United          | + 3' 46                  |                          |

| Командная классификация по времени | Командная классификация по времени | Командная классификация по времени | Командная классификация по времени |
| Команда                            | Команда                            | Время                              |                                    |
| ---------------------------------- | ---------------------------------- | ---------------------------------- | ---------------------------------- |
| 1-й                                | Burgos-BH                          | 54ч 01' 57                         |                                    |
| 2-й                                | Caja Rural-Seguros RGA             | + 1' 56                            |                                    |
| 3-й                                | Elkov-Kasper                       | + 6' 47                            |                                    |

| Командная классификация по времени | Командная классификация по времени | Командная классификация по времени | Командная классификация по времени |
| Команда                            | Команда                            | Время                              |                                    |
| ---------------------------------- | ---------------------------------- | ---------------------------------- | ---------------------------------- |
| 1-й                                | Burgos-BH                          | 54ч 01' 57                         |                                    |
| 2-й                                | Caja Rural-Seguros RGA             | + 1' 56                            |                                    |
| 3-й                                | Elkov-Kasper                       | + 6' 47                            |                                    |